# Bahnhof Schönfließ Dorf
Der Bahnhof Schönfließ Dorf ist ein Bahnhof im Ortsteil Schönfließ der Stadt Lebus im Landkreis Märkisch-Oderland. Er befindet sich an der Bahnstrecke Eberswalde–Frankfurt (Oder) und wurde gleichzeitig mit Verlängerung der Strecke von Seelow (Mark) bis Frankfurt (Oder) am 15. Mai 1877 eröffnet. 1994 endete die ganzjährige Bedienung der Station im Personenverkehr, bis 2021 gab es dort noch saisonale Halte.

## Geschichte
Schönfließ Dorf wurde mit Verlängerung der heutigen Bahnstrecke Eberswalde – Frankfurt (Oder) am 15. Mai 1877 von der Berlin-Stettiner Eisenbahn-Gesellschaft eröffnet. Von Anfang an diente der Bahnhof hauptsächlich der Anbindung der umliegenden Region an den Öffentlichen Nahverkehr.
Ab den 1960er Jahren passierten regelmäßig Schnellzüge in Richtung Dresden und Stralsund den Bahnhof, jedoch ohne Halt. In den 1980er Jahren war von einer Elektrifizierung der Strecke die Rede, was aber aufgrund des Mauerfalls verworfen wurde.
Im Jahr 1994 wurde der Halt in Schönfließ Dorf gemeinsam mit vier weiteren Bahnhöfen und Haltepunkten an der Strecke geschlossen.
Nach der Jahrtausendwende wurde der Bahnhof jedoch reaktiviert. Als Saisonhalt der RB60 wurde Schönfließ Dorf immer von März bis Mitte Mai angefahren. Grund dafür waren die Blüte der Adonisröschen auf den Oderhängen im Nachbarort Mallnow, welche jedes Jahr viele Besucher und Naturfreunde zu sich brachten. Mehrmals wurde versucht, einen ganzjährigen Halt durchzusetzen, was aber vom Verkehrsverbund Berlin-Brandenburg abgelehnt wurde. Seit 2021 existiert auch das saisonale Angebot nicht mehr.
2016 wurde der Bahnhof an das Elektronische Stellwerk (ESTW) in Küstrin-Kietz angebunden. Dabei wurden die Formsignale abgebaut und durch Ks-Signale ersetzt. Der Bahnhof ist seitdem nicht mehr örtlich besetzt.

## Lage
Der Bahnhof Schönfließ Dorf liegt am Streckenkilometer 117,665 der Bahnstrecke Eberswalde–Frankfurt (Oder). Er befindet sich ca. zwei Kilometer nördlich des Ortes Schönfließ in der Nähe eines Gewerbegebiets. Der einzige Zugang befindet sich an der Landesstraße 383, welche ca. 100 Meter weiter nördlich an der Bundesstraße 167 endet. Die Entfernung zur Kleinstadt Lebus beträgt ca. fünf Kilometer. Westlich befindet sich das Dorf Niederjesar. Am Bahnhofsausgang befindet sich eine Wendestelle, welche heute vom örtlichen Busverkehr sowie früher auch vom Schienenersatzverkehr genutzt wurden. Schönfließ Dorf liegt 12 Kilometer südlich des Bahnhofes Seelow (Mark) und 14 Kilometer nördlich des Bahnhofes Frankfurt (Oder). Er befindet sich im Gebiet des Verkehrsverbundes Berlin-Brandenburg.
Um eine Verwechslung mit dem damaligen Bahnhof Bad Schönfließ (heute: Trzcińsko-Zdrój) östlich der Oder zu vermeiden, erhielt der Bahnhof Schönfließ den Zusatz „Dorf“.

## Anlagen

### Bahnsteige und Gleise
Der Bahnhof hat zwei Gleise. Früher wurde der Hausbahnsteig an Gleis 1 meist von Zügen in Richtung Eberswalde und der Zwischenbahnsteig an Gleis 2 von Zügen in Richtung Frankfurt (Oder) bedient. Beide Bahnsteige waren über einen höhengleichen Übergang verbunden, welcher bei Halt eines Zuges auf Gleis 1 nicht benutzt werden konnte. Später wurde der Bahnsteig an Gleis 2 aufgehoben, jedoch nie zurückgebaut. Dafür wurde der Hausbahnsteig modernisiert, wobei dieser eine neue Unterstellmöglichkeit, eine Informationsanzeige sowie die neuen Beschilderungen erhielt. Gleis 2 ist weiterhin als Überholgleis erhalten geblieben.

### Empfangsgebäude
Schönfließ Dorf besitzt ein Empfangsgebäude, das am 15. Mai 1877 gleichzeitig mit der Verlängerung der Bahnstrecke eröffnet wurde. Es enthielt eine Wartemöglichkeit für Reisende sowie einen Fahrkartenschalter. Das Bahnhofsgebäude wurde nach 1990 für die Öffentlichkeit geschlossen, die Fahrkarten wurden seitdem in den Zügen vom Schaffner verkauft.

## Anbindung

### Regionalzugverkehr
Der Bahnhof wurde bis 2021 im Saisonalverkehr im Zwei-Stunden-Takt von der Regionalbahnlinie RB 60 bedient, die seit Dezember 2014 von der Niederbarnimer Eisenbahn (NEB) betrieben wird. Davor wurde sie von der Ostdeutschen Eisenbahn als OE 60 betrieben. Ab Dezember 2024 soll ein Stundentakt auf der gesamten Strecke geschaffen werden, die Strecke wird weiterhin von der NEB bedient. Jedoch ist eine Reaktivierung des Haltes in Schönfließ Dorf derzeit nicht vorgesehen.

### Busverkehr
Mit der von der Märkisch-Oderland Bus betriebenen Buslinie 968 wird der Bahnhof Schönfließ Dorf fast zwei Dutzend Mal je Richtung am Tag angefahren, welche von Seelow nach Frankfurt (Oder) verkehrt. Am Wochenende sind es jedoch nur insgesamt vier Fahrten.